# Фроменек, Мартин
Мартин Фроменек (англ. Martin Fromanack; 1 декабря 1866, Германия — 1 ноября 1947, Сент-Луис, Миссури) — американский гребец, серебряный призёр летних Олимпийских игр 1904.
На Играх 1904 в Сент-Луисе Фроменек участвовал только в соревнованиях четвёрок без рулевого. Его команда заняла второе место и выиграла серебряные медали.